# Myrmarachne pectorosa
Myrmarachne pectorosa este o specie de păianjeni din genul Myrmarachne, familia Salticidae. A fost descrisă pentru prima dată de Thorell, 1890. Conține o singură subspecie: M. p. sternodes.